# Kloster La Valette
Das Kloster La Valette (Valleta, Vallis laeta) ist eine ehemalige Zisterzienserabtei in der Gemeinde Auriac im Département Corrèze, Region Nouvelle-Aquitaine, in Frankreich, rund 35 km nordöstlich von Argentat bei der Ortschaft Spontour in einer Biegung der Dordogne. Die Klosteranlage ist im Jahr 1951 im Stausee der Dordogne (Barrage du Chastang) versunken.

## Geschichte
Das wohl 1143 von Bégon de Scorailles gestiftete Benediktinerkloster schloss sich 1147 als Tochterkloster von Kloster Obazine dem Zisterzienserorden an und gehörte damit zu Filiation von Kloster Cîteaux. Das Kloster verfügte über eine bedeutende Grangie in Broc, die so genannte „Abbaye de Broc“ (Gemeinde Menet, Département Cantal), wo Viehzucht betrieben wurde und die Äbte des Klosters zeitweise residierten. Das Kloster wurde später nach Laval verlegt. 1574 wurde es geplündert und niedergebrannt. Während der Französischen Revolution wurde das Kloster 1791 aufgelöst.

## Bauten und Anlage
Das romanische Tor wurde 1951 nach Auriac verbracht und dort wieder aufgestellt. Die Grangie in Broc wird von Peugniez als „site bien cistercien“ bezeichnet.